# Andreï Prochkine
Pour les articles homonymes, voir Prochkine.
Andreï Aleksandrovitch Prochkine (Russe : Андрей Александрович Прошкин), né le 13 septembre 1969 à Moscou, est un réalisateur de cinéma et télévision russe.

## Biographie
Andreï Prochkine est le fils du réalisateur Alexandre Prochkine. Il suit les cours supérieurs de formation des scénaristes et réalisateurs de Moscou.
En mars 2014, en raison de la crise politique en Crimée, le réalisateur et Iouri Arabov (scénariste) qui étaient sur l'île pour la préparation du tournage du film Orléans doivent interrompre momentanément le tournage,.
Andreï Prochkine est coprésident, avec Alekseï Popogrebski, de l'Union des cinéastes et des organisations et associations cinématographiques professionnelles de Russie, plus connue sous l'appellation KinoSoyouz.

## Prix
- Aigle d'or du meilleur réalisateur 2012 pour La Horde, film qui a reçu en tout cinq Aigles d'or cette année-là.

## Filmographie
- 2002 : Spartacus et Kalachnikov (Спартак и Калашников, Spartak i Kalashnikov)
- 2002 : Force fatale (Убойная сила 4, Uboynaya sila-4), épisode L’Été indien (Бабье лето, Babie leto)
- 2004 : Jeux des Éphémères (Игры мотыльков; Igry motylkov)
- 2005 : Décaméron de soldat (Солдатский декамерон, Soldatskiy dekameron)
- 2007 : Rubrique judiciaire (Судебная колонка, Soudebnaïa kolonka), épisodes Un enfant sur commande (Ребёнок на заказ) et Épouser un prince (Замуж за принца)
- 2009 : Minnesota (Миннесота)
- 2010 : Jus d'orange (Апельсиновый сок, Apelsinovy sok)
- 2012 : La Horde (Орда, Orda)
- 2014 : Le Traducteur (Переводчик, Perevodchik), mini-série
- 2015 : Orléans (Орлеан)

## Annexe